# 梅野宜崇
梅野 宜崇（うめの よしたか、1972年8月 ‐ ）は、東京大学生産技術研究所 基礎系部門 革新的シミュレーション研究センター教授。

## 人物
専門分野は、ナノ・マイクロ機械物理学（マルチスケールモデリング、材料強度学、破壊力学、マルチフィジックス、機械学習）。
「…コンピューターの黎明期にPCを買い与えてくれた、技師である父親の影響を受け、少年時代から科学に興味を持ちました。将来は製造業に何らかの形で関わりたいと、四半世紀前に京都大学工学部に入学したのは自然の流れでした。工学研究科の指導教員が原子レベルの破壊の挙動を研究していたこともあり、梅野教授は数値シミュレーションを用いた微細な世界の研究を始めました。当初は、「そんな小さな世界を研究して何になるのだ」などと研究者仲間からも冷ややかに見られ、パイオニアならではの苦労が多かったそうです。しかし、近年のナノサイエンス・ナノテクノロジーの目覚ましい発展の中、梅野教授の研究は当初の懐疑論を超えて大きな注目を浴びることになります。…」（「ナノの世界の謎に挑む」より抜粋）。

## 略歴
「梅野研究室」HPより。
- 1991年 3月　私立東大寺学園高等学校卒業
- 1995年 3月　京都大学工学部卒業
- 1997年 3月　京都大学大学院工学研究科修士課程修了（機械物理工学専攻）
- 1999年 4月　京都大学大学院工学研究科博士後期課程中退，同研究科助手
- 2002年 1月　京都大学博士（工学）取得（「第一原理解析に基づく材料強度に関する研究」）
- 2002年 7月　京都大学大学院工学研究科 講師
- 2004年11月‐2005年10月文部科学省海外先進教育研究実践支援プログラム在外研究員としてドイツ連邦共和国・カールスルーエ大学 （現カールスルーエ工科大学）Institut für Zuverlässigkeit von Bauteilen und Systemen (Institute for Reliability of Components and Systems)
- 2006年11月　東京大学生産技術研究所 助教授
- 2007年 4月　東京大学生産技術研究所 准教授（職名変更）
- 2021年 4月　東京大学生産技術研究所 教授

## 著作
以下、Researchmapによる。論文等に関しては、ResearchmapやGoogle Scholarを参照。
- 『金属疲労の基礎とメカニクス：結晶学と力学から読み解く金属の疲労』（兼子佳久・田中啓介・高橋可昌・澄川貴志・平方寛之・梅野宜崇）内田老鶴圃 2024年[8]　(ISBN:9784753655069)
- 『ポリマーの強靱化技術最前線：破壊機構、分子結合制御、しなやかタフポリマーの開発』（伊藤耕三・高原淳・原田明監修）エヌ・ティー・エス 2020年[9] (ISBN:9784860436681)
- Multiphysics in nanostructures (Yoshitaka Umeno, Takahiro Shimada, Yusuke Kinoshita, Takayuki Kitamura) Springer, 2017年 (ISBN:9784431565710)
- 『高校生のための東大授業ライブ：ガクモンの宇宙』（東京大学教養学部編）東京大学出版会 2012年 (ISBN:9784130033299)

## 受賞歴
「梅野研究室」HPより。
- 2005年 日本機械学会平成16年度研究奨励賞(Ｈ17年4月8日「第一原理分子動力学法による微小材料の力学的特性の研究」)
- 2006年 日本材料学会平成17年度学術奨励賞(Ｈ18年5月27日「第一原理に基づく微小材料の力学的ならびに物理的特性に関する解析」)
- 2008年  日本材料学会分子動力学部門 第13回（平成20年度）分子動力学シンポジウム優秀講演賞（MD賞）「引張りを受けるシリコンナノ薄膜の不安定変形解析」（Ｈ20年5月23日）
- 2008年  日本機械学会材料力学部門 平成20年度企画行事 若手国際シンポジウム優秀講演賞「Ab initio study of ideal strength: Effect of multiaxial stress and structure」（Ｈ20年5月23日）
- 2012年  日本機械学会平成23年度論文賞「切欠きからの転位発生に関する原子モデル不安定モード解析 -有限温度による不安定変形発生メカニズムの検討-」梅野宜崇・嶋田隆広・北村隆行（日本機械学会論文集（A編）75巻757号(2009-9) pp. 1247-1254）（Ｈ24年4月20日）
- 2019年  日本材料学会マルチスケール材料力学部門 第4回マルチスケール材料力学シンポジウム優秀講演賞「粘弾性体におけるき裂進展速度ジャンプ現象の解明」（R1年5月24日）
- 2022年  日本材料学会マルチスケール材料力学部門 第6回マルチスケール材料力学シンポジウム優秀講演賞「ポリカーボネート破壊における絡み合い効果に関する粗視化分子動力学解析」（R3年5月28日）
- 2008年  第28回エターナルピアノコンクール スタディーの部 入選 （Ｈ24年4月1日）
- 2022年  日本材料学会令和５年度論文賞「ポリカーボネート破壊の粗視化分子動力学解析：分子鎖の絡み合いと空間分布からの破断応力予測モデルの提案」Leelaprachakul Tatchaphon・久保淳・梅野宜崇（材料 Vol. 71 No. 2 (2022) pp.151-158）

## 趣味・特技
英会話（英検1級、TOEIC990点（満点）取得歴有）、ドイツ語会話（独検２級取得）、テニス、モーグルスキー、ピアノ演奏。